# ルイーザ・トルマッシュ (第7代ダイザート女伯爵)

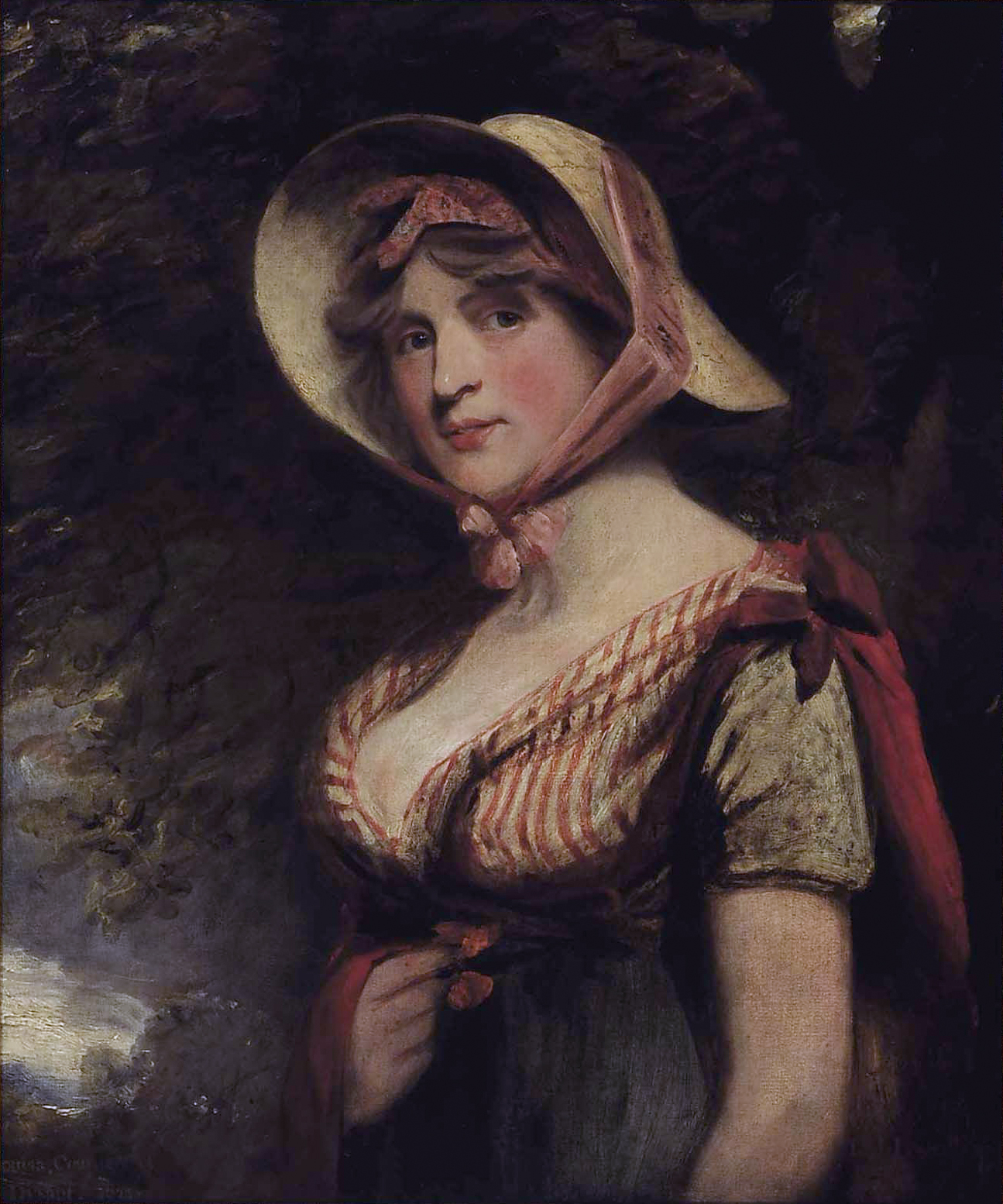
第7代ダイザート女伯爵、1823年から1825年ごろ。

第7代ダイザート女伯爵ルイーザ・トルマッシュ（英語: Louisa Tollemache, 7th Countess of Dysart、1745年7月2日 – 1840年9月22日）は、スコットランド貴族。

## 生涯
第4代ダイザート伯爵ライオネル・トルマッシュと妻グレース（Grace、旧姓カートレット（Carteret）、1713年7月8日 – 1755年7月23日、第2代グランヴィル伯爵ジョン・カートレットの娘）の娘として、1745年7月2日に生まれた。
1821年3月9日に兄ウィルブラハムが死去すると、ダイザート伯爵位を継承した。3月13日、国王の認可状を得て、娘ローラとともに姓を夫の姓マナーズから伯爵家の姓トルマッシュに改めた。
1840年9月22日にハム・ハウスで死去、10月8日にヘルミンガムで埋葬された。長男ウィリアムに先立たれたため、孫ライオネルが爵位を継承した。

## 家族

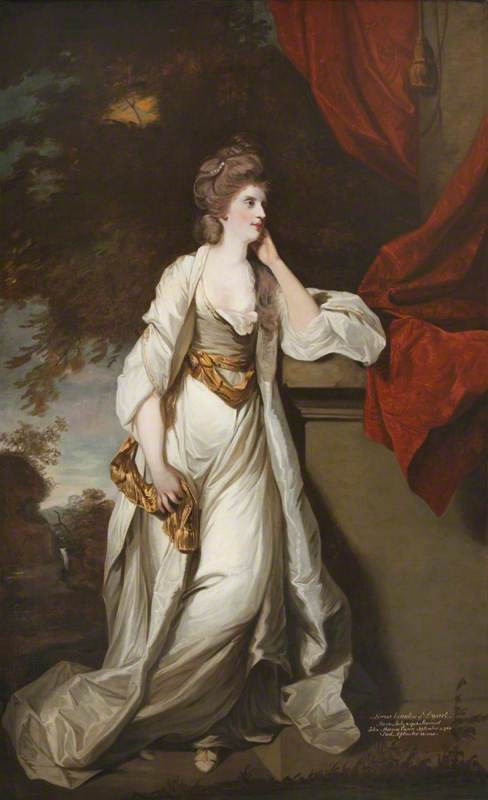
第7代ダイザート女伯爵。ジョン・ホプナーの作品、1805年。原作はジョシュア・レノルズ画、1779年。

1765年9月4日、ジョン・マナーズ（1730年9月27日 – 1792年9月23日、ウィリアム・マナーズ卿の庶子）と結婚、4男6女をもうけた。
- エリザベス・ルイーザ - 夭折[1]
- ウィリアム（英語版）（1766年5月19日 – 1833年3月11日） - 庶民院議員、初代準男爵。1821年4月6日、国王の認可状を得て姓をマナーズからトルマッシュに変えた。1790年1月12日、キャサリン・レベッカ・グレイ（英語版）（1767年ごろ – 1852年3月21日、フランシス・グレイの娘）と結婚、子供あり。第8代ダイザート伯爵ライオネル・トルマッシュ（英語版）の父[1][2]
- ソフィア - 夭折[1]
- ジョン（英語版）（1837年2月12日没） - 1821年4月6日、国王の認可状を得て姓をマナーズからトルマッシュに変えた。1806年8月19日、メアリー・ベチノー（Mary Bechinoe、1838年4月没、ベンジャミン・ベチノーの娘）と結婚[1]
- キャサリン・ソフィア（1769年 – 1825年5月28日） - 1793年8月16日、第4代準男爵サー・ギルバート・ヒースコート（英語版）（1851年3月26日没）と結婚、子供あり[1]
- チャールズ（1775年1月2日 – 1850年7月26日） - 1821年4月6日、国王の認可状を得て姓をマナーズからトルマッシュに変えた。1797年8月4日、フランシス・ヘイ（Frances Hay、1775年 – 1801年3月29日、ウィリアム・ヘイの娘）と結婚、子供あり。1803年8月8日、ガートルード・フロリンダ・クラーク（Gertrude Florinda Clarke、1864年9月27日没、ウィリアム・ガーディナー（英語版）の娘、チャールズ・ジョン・クラークの未亡人）と再婚、子供あり[1]
- マリア・キャロライン（1775年 – 1805年12月20日） - 1799年9月9日、第4代ファイフ伯爵ジェイムズ・ダフと結婚、子供なし[1]
- ルイーザ・グレース（英語版）（1777年 – 1816年2月19日） - 1802年8月15日、第6代セント・オールバンズ公爵オーブリー・ボークラークと結婚、子供あり[1]
- ジョージ - 夭折[1]
- ローラ（1780年 – 1834年7月11日） - 1808年6月3日、第7代ステア伯爵ジョン・ダルリンプルと結婚したが、1811年7月16日の判決でステア伯爵が1804年5月28日にジョハンナ・ゴードン（Johanna Gordon）と結婚したと判定され、ローラとステア伯爵の結婚は無効になった。1821年3月13日、国王の認可状を得て姓をマナーズからトルマッシュに変えた[1]

## 関連図書
- Cokayne, George Edward; Gibbs, Vicary; Doubleday, H. Arthur, eds. (1916). Complete peerage of England, Scotland, Ireland, Great Britain and the United Kingdom, extant, extinct or dormant (Dacre to Dysart) (英語). Vol. 4 (2nd ed.). London: The St. Catherine Press, Ltd. pp. 565–566.